# Tiocianógeno
El tiocianógeno, (SCN)2, es un pseudohalógeno derivado del pseudohaluro tiocianato, [SCN]−. Este compuesto hexatómico exhibe un grupo de simetría C2 y tiene la conectividad NCS-SCN. Es atacado por el agua y aparentemente solo se ha obtenido como solución.
Originalmente fue preparado por la reacción del yodo con una suspensión de tiocianato de plata en éter dietílico, pero esta reacción sufre de competir equilibrio atribuido al poder oxidante del yodo. Un método mejorado para la generación de tiocianógeno implica la oxidación de tiocianato plumboso, que precipita cuando las soluciones acuosas del nitrato de plomo (II) y tiocianato de sodio se combinan. Una suspensión de Pb(SCN)2 anhidro se trata con bromo en ácido acético que permite una solución de 0.1M de tiocianógeno que es estable por varios días.
Pb(SCN)2 + Br2 → (SCN)2 + PbBr2
El tiocianógeno se adiciona a los alquenos para dar compuestos de 1,2-bis(tiocianato).